# Fabio Aru
Fabio Aru (San Gavino Monreale, Sardenya, 3 de juliol de 1990) fou un ciclista italià, professional des del 2012 fins al 2021. En el seu palmarès destaca una etapa al Giro d'Itàlia de 2014, dues al de 2015 i dues més a la Volta a Espanya del 2014.
El 2015 va guanyar la Volta a Espanya, sense obtenir cap triomf d'etapa però aconseguint bons temps en les etapes de muntanya com la contrarellotge.
El 2017 aconseguí el Campionat nacional en ruta i una etapa al Tour de França.

## Palmarès
- 2011
  - 1r al Giro de la Vall d'Aosta i vencedor d'una etapa
  - 1r al Giro delle Valli Cuneesi i vencedor de 2 etapes
  - 1r a la Bassano-Monte Grappa
  - 1r al Trofeu Salvatore Morucci
- 2012
  - 1r al Giro de la Vall d'Aosta i vencedor d'una etapa
  - 1r a la Toscana-Terra de ciclisme
- 2014
  - Vencedor de 2 etapes a la Volta a Espanya
  - Vencedor d'una etapa al Giro d'Itàlia
- 2015
  -  1r de la Volta a Espanya
  - Vencedor de 2 etapes al Giro d'Itàlia
- 2016
  - Vencedor d'una etapa al Critèrium del Dauphiné
- 2017
  -  Campionat d'Itàlia en ruta
  - 1r al Giro del Piemont
  - Vencedor d'una etapa al Tour de França

### Resultats al Giro d'Itàlia
- 2013. 42è de la classificació general
- 2014. 3r de la classificació general. Vencedor d'una etapa
- 2015. 2n de la classificació general. Vencedor de 2 etapes.  1r de la classificació dels joves
- 2018. Abandona (19a etapa)

### Resultats a la Volta a Espanya
- 2014. 5è de la classificació general. Vencedor de 2 etapes
- 2015.  1r de la classificació general
- 2017. 13è de la classificació general
- 2018. 23è de la classificació general
- 2019. No surt (13a etapa)

### Resultats al Tour de França
- 2016. 13è de la classificació general
- 2017. 5è de la classificació general. Vencedor d'una etapa
- 2019. 14è de la classificació general
- 2020. Abandona (9a etapa)